# Andrzej Jopkiewicz (1939–2017)
Andrzej Jopkiewicz (ur. 24 maja 1939 w Warszawie, zm. 15 października 2017 w Błoniu) – polonista, bibliograf, bibliofil, działacz ruchu bibliotekarskiego, członek założyciel Polskiego Towarzystwa Statystycznego, dyrektor Centralnej Biblioteki Statystycznej im. Stefana Szulca w latach 1973–1996.

## Życiorys
Urodził się w rodzinie robotniczej. Syn Zygmunta Jopkiewicza i Małgorzaty, z domu Olszewskiej. Po ukończeniu szkoły podstawowej kontynuował naukę w VIII Liceum Ogólnokształcącym im. Władysława IV w Warszawie. Maturę zdał w 1957 r. i podjął studia na Wydziale Filologii Polskiej Uniwersytetu Warszawskiego. Studia ukończył w 1963 r. po obronie pracy magisterskiej pt. Życie i twórczość Ignacego Dąbrowskiego, napisanej pod kierunkiem prof. Stanisława Frybesa.
Pracę zawodową rozpoczął w 1963 r. w Muzeum Historycznym m.st. Warszawy – w Dziale Bibliografii. Zajmował się opracowywaniem haseł do III tomu Bibliografii Warszawy. Wydawnictwa ciągłe 1864–1903 (Wrocław 1971) pod red. Janusza Durko.
W latach 1969–1973 pracował na stanowisku kustosza w Oddziale Bibliografii Wojskowej Zakładu Bibliografii Wojskowej Centralnej Biblioteki Wojskowej im. Marszałka Józefa Piłsudskiego w Warszawie – wchodził w skład zespołu opracowującego Polską bibliografię wojskową.
W 1973 r. objął funkcję dyrektora Centralnej Biblioteki Statystycznej im. Stefana Szulca, funkcjonującej w strukturze Głównego Urzędu Statystycznego (GUS) w Warszawie. Głównym wyzwaniem stało się wprowadzenie, zgodnie z nowym statutem – zmian wynikających z przekształcenia dotychczasowej Biblioteki GUS w Centralną Bibliotekę Statystyczną, spełniającą funkcje głównej biblioteki w kraju w zakresie teorii i praktyki statystycznej, demografii, statystyki matematycznej, techniki statystycznej i dyscyplin pokrewnych.
Funkcję dyrektora pełnił do 1996 r. W latach 1996–2004 pracował na stanowisku zastępcy dyrektora. Umocnił pozycję biblioteki – jako placówki naukowej tworząc Dział Bibliografii i Dział Informacji Statystycznej. Obydwa nowo utworzone działy podjęły prace nad wydawaniem wielotomowych serii: Bibliografia Wydawnictw GUS, Bibliografia piśmiennictwa demograficznego oraz Bibliografia piśmiennictwa statystycznego (bez wydawnictw GUS), Roczniki statystyczne świata w zbiorach CBS, Zestawienia Bibliograficzne i „Biuletyn CBS”.
Był jednym z założycieli reaktywowanego w kwietniu 1981 r. Polskiego Towarzystwa Statystycznego (PTS); w kolejnych latach pełnił tam wiele funkcji: przewodniczącego Sądu Koleżeńskiego (w 1982), skarbnika Rady Oddziału Warszawskiego PTS (1982–2004), był również członkiem Głównej Komisji Rewizyjnej i Komisji Historycznej Rady Głównej tej organizacji. Redagował Biuletyn Informacyjny Rady Głównej Polskiego Towarzystwa Statystycznego (1986–1998), opracowywał sukcesywnie bibliografie zawartości jego kolejnych numerów (1986–1997), a w tomie Polskie Towarzystwo Statystyczne 1912–1992 (Warszawa 1992) – opublikował bibliografię prac PTS za lata 1917–1992.
Był aktywny w Stowarzyszeniu Bibliotekarzy Polskich, którego członkiem został w 1970 r. Pełnił funkcję: skarbnika Zarządu Głównego w latach 1979–1981 i 1997–2005, sekretarza generalnego SBP w latach 1985–1989, przewodniczącego Komisji Statystyki Bibliotecznej przy ZG SBP w latach 1981–2005; był przedstawicielem SBP w Sekcji Statystyki International Federation of Library Associations (IFLA). Był członkiem Komisji Odznaczeń i Wyróżnień Zarządu Głównego SBP w latach 1984–2013 oraz jej przewodniczącym w latach 1984–1985, członkiem Zarządu Oddziału Stołecznego SBP w latach 1976–2002, członkiem Zespołu Historyczno-Pamiętnikarskiego przy Oddziale Warszawskim SBP (2003–2017), przewodniczącym Koła SBP w Centralnej Bibliotece Statystycznej (1974–2004). W latach 1991–2009 pełnił funkcję sekretarza redakcji miesięcznika „Bibliotekarz”.
Od 1972 r. działał w Kole Wychowanków Gimnazjum i VIII Liceum Ogólnokształcącego im. Króla Władysława IV w Warszawie. W l. 1977–2005 pełnił w nim funkcję wiceprzewodniczącego Zarządu Koła i przewodniczącego Komisji Historycznej oraz redaktora biuletynu historycznego „Ławy skrzypią”.
Interesował się literaturą i historią XVII wieku; przejawiało się to gromadzeniem źródeł historycznych, zwłaszcza pamiętników, materiałów ikonograficznych, kolekcjonowaniem białej broni, gromadzeniem księgozbioru liczącego około 5 tysięcy publikacji dotyczących historii i literatury XVII wieku oraz II wojny światowej. Od 1972 roku był członkiem Towarzystwa Przyjaciół Pamiętnikarstwa (TPP).
11 września 2018 r. w czytelni Centralnej Biblioteki Statystycznej odbyło się spotkanie poświęcone jego pamięci, zorganizowane we współpracy ze Stowarzyszeniem Bibliotekarzy Polskich.
Był żonaty z Zofią Danutą Jopkiewicz, polonistką, wieloletnią urzędniczką Ministerstwa Nauki i Szkolnictwa Wyższego. Syn – Tomasz Jopkiewicz – jest krytykiem filmowym.
Został pochowany na cmentarzu parafialnym w Błoniu w Alei X.

## Wyróżnienia i odznaczenia
- Złoty Krzyż Zasługi (1984),
- Odznaka „Zasłużony pracownik informacji naukowo-technicznej” (1984)[5],
- Medal SBP „W dowód uznania” (1999),
- Honorowa Odznaka SBP (2000),
- Krzyż Kawalerski Orderu Odrodzenia Polski (2002)[6],
- Krajowy Zjazd Delegatów SBP nadał mu godność Członka Honorowego SBP (2005)[7].

## Ważniejsze publikacje
Autor i współautor 156 publikacji bibliograficznych, historycznych i popularyzatorskich dotyczących statystyki, informacji naukowej i dziejów Warszawy. Autor biogramów poświęconych wybitnym postaciom ze środowiska bibliotekarskiego i statystycznego m.in.: Edwardowi Chwalewikowi, Stefanii Draczko, Irenie Morsztynkiewiczowej, Mieczysławowi Rulikowskiemu, Hannie Uniejewskiej, Leonowi Łosiowi, Zygmuntowi Peukerowi, Małgorzacie Kłossowskiej, Stefanowi Dąbrowskiemu – zamieszczonych w tomikach serii SBP „Bibliotekarze Polscy we Wspomnieniach Współczesnych” oraz w Słowniku pracowników książki polskiej.
- Stosunek szlachty polskiej do zagranicy i cudzoziemców na przykładzie pamiętników J. Paska i M. Jemiołowskiego. W: „Przegląd Humanistyczny” 1968, nr 2, s. 125–139,
- Zasady gromadzenia i prowadzenia wymiany publikacji przez Centralną Bibliotekę Statystyczną. „Statystyk terenowy” 1974, nr 4, s. 26–27,
- Centralna Biblioteka Statystyczna GUS: Dzieje, dzieje, zbiory, zadania.. „Wiadomości Statystyczne” 1976, nr 2, s. 44–46,
- Biblioteka Głównego Urzędu Statystycznego. „Kronika Warszawy” 1979, nr 1,
- Centralna Biblioteka Statystyczna jako placówka informacji naukowej. W: „Aktualne Problemy Informacji i Dokumentacji”, 1981, nr 3, s. 9–13,
- System wyszukiwania informacji w zbiorach Centralnej Biblioteki Statystycznej jako instrument obsługi użytkowników SPIS/ Andrzej Jopkiewicz, Józef Oleński, Zygmunt Peuker. W: Centrum Informacji Naukowej, Technicznej i Ekonomicznej. Wydawnictwa Informacyjne, Warszawa: GUS, 1984,
- Wybrane zagadnienia sprawozdawczości i statystyki bibliotek oraz ośrodków informacji naukowej, technicznej i ekonomicznej. Warszawa: Centrum Informacji Naukowej, Technicznej i Ekonomicznej. Wydawnictwa Informacyjne, 1985.
- Irena Morsztynkiewiczowa (1902–1986) [oraz] Bibliografia prac... W: „Przegląd Biblioteczny” 1987, z. 2, s. 129–140,
- Bibliografia polskiej myśli ekonomicznej – warta kontynuacji. W: Rozwój myśli i instytucji statystycznych na ziemiach polskich/ oprac. Red. Stanisław Jońca. Warszawa: GUS 1994, s. 154–157. (Biblioteka Wiadomości Statystycznych ; t. 42),
- Księgozbiór prof. Kazimierza Romaniuka 1908–1996. (przekazany do zbiorów Głównego Urzędu Statystycznego). Warszawa: GUS, 1998,
- 30 konkursów ze znajomości Małego Rocznika Statystycznego / Andrzej Jopkiewicz, Zygmunt Peuker. Warszawa: „Leliwa”, 2001,
- Zasłużeni dla Stowarzyszenia Bibliotekarzy Polskich. Red. Andrzej Jopkiewicz. Warszawa: Wydawnictwo SBP 2005. (Bibliotekarze Polscy we Wspomnieniach Współczesnych”, 9),
- Towarzystwa statystyczne w okresie międzywojennym. W: „Wiadomości Statystyczne”, 2011, nr 11, s. 1–10,
- Kronika Stowarzyszenia Bibliotekarzy Polskich za lata 2007–2012. Oprac. Andrzej Jopkiewicz. Warszawa: Wydawnictwo SBP 2013.